# The Co-Respondent
The Co-Respondent er en amerikansk stumfilm fra 1917 af Ralph Ince.

## Medvirkende
- Elaine Hammerstein som Ann Gray
- Wilfred Lucas som Richard Manning
- George Anderson som Howard Van Keel
- Winifred Harris
- Richard Neill